# Amphoe Rueso
Amphoe Rueso (thailändisch อำเภอรือเสาะ) ist ein Landkreis (Amphoe – Verwaltungs-Distrikt) der Provinz Narathiwat. Die Provinz Narathiwat liegt im Südosten der Südregion von Thailand an der Landesgrenze nach Malaysia.

## Geographie
Benachbarte Landkreise und Gebiete sind (von Nordosten im Uhrzeigersinn): die Amphoe Bacho, Yi-ngo, Ra-ngae und Si Sakhon der Provinz Narathiwat sowie die Amphoe Bannang Sata und Raman der Provinz Yala.

## Geschichte
Das Gebiet des heutigen Landkreises Rueso war ursprünglich ein Tambon im Bezirk Tonyongmon, dem heutigen Rangae. 1913 wurde Tonyongmon zu einem Kleinbezirk (King Amphoe) bestehend aus sechs Tambon aufgewertet. 
1917 wurde er in Rueso umbenannt. 
Am 1. Oktober 1939 bekam Rueso den vollen Amphoe-Status.

## Verwaltung

### Provinzverwaltung
Amphoe Rueso ist in neun Unterbezirke (Tambon) eingeteilt, welche weiter in 71 Dorfgemeinschaften (Muban) unterteilt sind. 
| Nr. | Name      | Thai      | Muban | Einw.  |
| --- | --------- | --------- | ----- | ------ |
| 1.  | Rueso     | รือเสาะ    | 10    | 12.078 |
| 2.  | Sawo      | สาวอ      | 07    | 04.529 |
| 3.  | Riang     | เรียง      | 08    | 06.143 |
| 4.  | Samakkhi  | สามัคคี     | 09    | 06.008 |
| 5.  | Batong    | บาตง      | 08    | 06.392 |
| 6.  | Lalo      | ลาโละ     | 08    | 09.521 |
| 7.  | Rueso Ok  | รือเสาะออก | 05    | 10.260 |
| 8.  | Khok Sato | โคกสะตอ   | 08    | 06.120 |
| 9.  | Suwari    | สุวารี      | 08    | 07.434 |

### Lokalverwaltung
Rueso (เทศบาลตำบลรือเสาะ) ist eine Kleinstadt (Thesaban Tambon) im Landkreis, sie besteht aus Teilen der Tambon  Rueso und Rueso Ok.
Außerdem gibt es neun „Tambon-Verwaltungsorganisationen“ (TAO, องค์การบริหารส่วนตำบล) für die Tambon oder die Teile von Tambon im Landkreis, die zu keiner Stadt gehören.